# 怒焰狂花
《怒焰狂花》，也有中译为“双面天使”“愤怒的孩子”是一部取景于加拿大的美国传记电影。由拉里·皮尔斯导演，阿什利·佩尔登、梅尔·哈里斯主演。本片根据真实事件改编，讲述伊丽莎白·汤玛斯因儿时因遭受性虐所产生的身心问题。于1992年9月29日在美国CBS首映。开场序幕搭配的原声带由阿兰·德博雷和德瑞克·奥斯汀创作。